# Тейлор (тауншип, округ Траверс, Миннесота)
Тейлор (англ. Taylor) — тауншип в округе Траверс, Миннесота, США. На 2000 год его население составило 108 человек.

## География
По данным Бюро переписи населения США площадь тауншипа составляет 134,6 км², из которых 134,6 км² занимает суша, водоёмов нет.

## Демография
По данным переписи населения 2000 года здесь находились 108 человек, 40 домохозяйств и 35 семей. Плотность населения —  0,8 чел./км². На территории тауншипа расположено 46 построек со средней плотностью 0,3 построек на один квадратный километр. Расовый состав населения: 99,07 % белых и 0,93 % приходится на две или более других рас.
Из 40 домохозяйств в 32,5 % воспитывались дети до 18 лет, в 75,0 % проживали супружеские пары, в 5,0 % проживали незамужние женщины и в 12,5 % домохозяйств проживали несемейные люди. 12,5 % домохозяйств состояли из одного человека, при том 5,0 % из — одиноких пожилых людей старше 65 лет. Средний размер домохозяйства — 2,70, а семьи — 2,89 человека.
26,9 % населения — младше 18 лет, 3,7 % — в возрасте от 18 до 24 лет, 26,9 % — от 25 до 44, 23,1 % — от 45 до 64, и 19,4 % — старше 65 лет. Средний возраст — 38 лет. На каждые 100 женщин приходилось 103,8 мужчин. На каждые 100 женщин старше 18 приходилось 113,5 мужчин.
Средний годовой доход домохозяйства составлял 28 750 долларов, а средний годовой доход семьи —  31 250 долларов. Средний доход мужчин —  30 313  долларов, в то время как у женщин — 26 250. Доход на душу населения составил 12 813 долларов. За чертой бедности находились 25,0 % семей и 25,2 % всего населения тауншипа, из которых 43,5 % младше 18 и 8,0 % старше 65 лет.